# Kuhls lori
Kuhls lori (Vini kuhlii) is een vogel uit de familie Psittaculidae (papegaaien van de Oude Wereld). De vogel werd in 1824 door Nicholas Aylward Vigors beschreven en als eerbetoon vernoemd naar de in 1821 overleden Heinrich Kuhl. Deze vogel was afkomstig van het eiland Rimatara (Australeilanden).

## Kenmerken
De vogel is 18 cm lang en merendeels groen van boven met een punige staart. Van onder is de vogel karmijnrood, ook de wangen zijn rood en de snavel is oranjerood. Op de rug en stuit zijn de veren lichter, meer geelgroen, de staart is van boven rood, de onderstaartdekveren zijn geelgroen. Verder heeft de vogel een blauwe vlek op het achterhoofd.

## Verspreiding en leefgebied
De vogel komt volgens gevonden botresten en mondelinge overlevering oorspronkelijk voor op de Cookeilanden en de Australeilanden in zuidoost Polynesië. Daar stierf de populatie op een groot aantal eilanden uit door de introductie van de zwarte rat. Men vermoedt dat deze vogel ergens tussen 400 en 1200 na Chr. door Polynesische zeevaarders op het eiland Teraina (regio Micronesië, meer dan 2000 km van de Cookeilanden verwijderd) is geïntroduceerd. Daar overleefde het grootste deel van de populatie, er waren rond 1995 zeker 1000 individuen op dit eiland. In 2007 zijn 27 vogels van Teraina opnieuw op Atiu, een van de Cookeilanden, geïntroduceerd. Het leefgebied bestaat nu voornamelijk uit kokospsalmplantages. Voor het broeden is de vogel nog steeds afhankelijk van grote bomen in natuurlijk bos. De vogel foerageert op nectar en dat is vaak afkomstig van niet-inheemse bloemplanten.

## Status
Kuhls lori heeft een beperkt verspreidingsgebied en daardoor is de kans op uitsterven aanwezig. De grootte van de populatie werd in 2016 door BirdLife International geschat op 1500 tot 2000 individuen en de populatie-aantallen nemen af door habitatverlies. Natuurlijk bos verdwijnt door ontbossingen en daardoor gaat broedgebied verloren. Daarnaast blijft het gevaar van predatie door zwarte ratten. Om deze redenen staat deze soort als bedreigd op de Rode Lijst van de IUCN.